# スティーヴ・スワロウ
スティーヴ・スワロウ（Steve Swallow、1940年10月4日 - ）は、アメリカ・ニュージャージー州生まれのモダン・ジャズのベース奏者。

## 略歴
1958年頃からベースを始め、エール大学で作曲を学んだ後、ポール・ブレイ、スティーヴ・キューン、アート・ファーマーらと共演した。
1960年代にはゲイリー・バートン、ロイ・ヘインズとともにスタン・ゲッツのバンドに加わった。バートン独立後もバートンとの共演は長く続いているが、ロイ・ヘインズ、さらにギタリストのラリー・コリエルを加えてのゲイリーバートンカルテットのアルバム「Duster/1967年」はジャズ・ロックの草分けといわれる。
その後、当時のジャズでは珍しかったエレクトリックベースに転向した。
1970年代末にはジョン・スコフィールド、1980年代に入るとカーラ・ブレイのバンドに参加し、以後、現在も精力的に活動している。日本にも数回来日した。
スワロウは1974年から1976年までバークリー音楽大学で教鞭に立っている。このことが、リアル・ブックに彼の初期の曲が多く含まれていることに影響を与えたと推測されている。スワロウは後に、同名の『リアル・ブック』というアルバムを出した。

## ディスコグラフィ

### リーダー・アルバム
- 『ホテル・ハロー』 - Hotel Hello (1974年) ※with ゲイリー・バートン
- 『ホーム』 - Home (1980年) ※ロバート・クリーリーの詩への音楽
- 『ナイト・グロウ』 - Night-Glo (1985年) ※with カーラ・ブレイ
- 『カーラ』 - Carla (1987年)
- 『デュエッツ』 - Duets (1988年) ※with カーラ・ブレイ
- The Life of a Trio: Saturday (1989年) ※with ポール・ブレイ、ジミー・ジュフリー
- The Life of a Trio: Sunday (1989年) ※with ポール・ブレイ、ジミー・ジュフリー
- 『スワロウ』 - Swallow (1991年)
- 『ゴー・トゥゲザー』 - Go Together (1992年) ※with カーラ・ブレイ
- 『リアル・ブック』 - Real Book (1993年)
- 『ソングズ・ウィズ・レッグズ』 - Songs with Legs (1994年) ※with カーラ・ブレイ、アンディ・シェパード
- Parlance (1995年) ※with ジョン・テイラー
- Deconstructed (1996年)
- 『アー・ウィ・ゼア・イェット?』 - Are We There Yet? (1998年) ※with カーラ・ブレイ
- Always Pack Your Uniform on Top (2000年)
- Damaged in Transit (2003年) ※with クリス・ポッター、アダム・ナスバウム
- 『ソー・ゼア』 - So There (2006年) ※with ロバート・クリーリー
- L'Histoire du Clochard (2007年) ※with オハー・タルマー
- 『カーラズ・クリスマス・キャロルズ』 - Carla's Christmas Carols (2009年) ※with カーラ・ブレイ、パルティカ・ブラス・クインテット
- Playing in Traffic (2009年) ※with オハー・タルマー、アダム・ナスバウム
- Into the Woodwork (2013年)
- The New Standard (2014年) ※with ジェイミー・サフト、ボビー・プレヴァイト
- Loneliness Road (2017年) ※with ジェイミー・サフト、ボビー・プレヴァイト、イギー・ポップ